# St. Martin (Nadenberg)

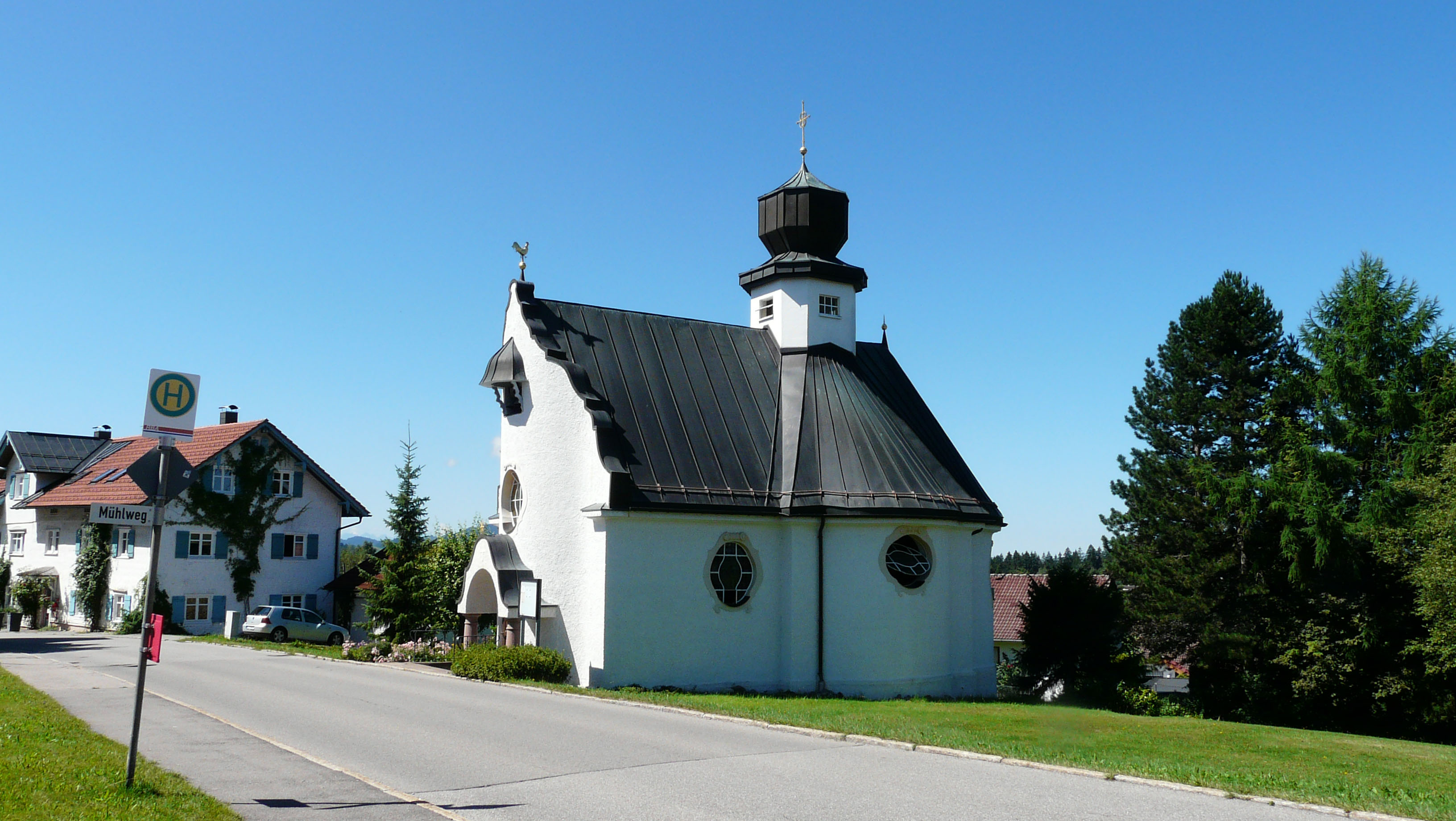
St. Martin (Nadenberg)

Die römisch-katholische Kapelle St. Martin steht in Nadenberg, einem Stadtteil von  Lindenberg im Allgäu im schwäbischen Landkreis Lindau (Bodensee) in Bayern. Das Bauwerk ist in der Liste der Baudenkmäler in Lindenberg im Allgäu als Baudenkmal unter der Nr. D-7-76-117-11 eingetragen.

## Beschreibung
Die Kapelle wurde 1910 nach einem Entwurf von Hans Noris gebaut. Sie besteht aus einem Langhaus und einem Drei-Konchen-Chor im Westen, auf dessen Vierung eine Kuppel über einem achteckigen Tambour sitzt. Die geschwungene Fassade im Osten ist mit einem Schweifgiebel bedeckt. Die Orgel wurde 1989 von Martin Gegenbauer gebaut.